# ノースカロライナ (装甲艦)
CSS ノースカロライナ （CSS North Carolina）は南北戦争中のアメリカ連合国海軍（南部海軍）のリッチモンド級砲郭型装甲艦。

## 艦歴
ノースカロライナは、1863年にノースカロライナ州ウィルミントンのベリー・アンド・ブラザーズが、建造費$76,000で建造を開始した。水面上の船体は内側に傾斜しており、バージニア2と同様に鉄道レールを使って装甲されていた。砲郭の前後左右四面にそれぞれ2箇所ずつ、合計8箇所の砲門があり、搭載された6門の8インチ砲を内部で移動させて各砲門から砲撃を行った。また艦首側には旋回式の大砲も備え付けられていた。戦争の後半に就役し、W. T. Muse中佐が艦長を勤めた。
ノースカロライナの船体構造は強度が十分でなく、外洋でに使用には適していないことが判明したためケープ・フィア川（Cape Fear River）のスミスヴィル（現在のサウスポート（Southport））の防衛のために留まっていたが、1864年9月27日にフナクイムシによる浸水のために沈没した。

## 参考資料
- Silverstone, Paul H. (2006). Civil War Navies 1855–1883. The U.S. Navy Warship Series. New York: Routledge. ISBN 0-415-97870-X
- Still, William N., Jr. (1985). Iron Afloat: The Story of the Confederate Armorclads (Reprint of the 1971 ed.). Columbia, South Carolina: University of South Carolina Press. ISBN 0-87249-454-3

- この記事はアメリカ合衆国政府の著作物であるDictionary of American Naval Fighting Shipsに由来する文章を含んでいます。